# 리에 (보주)
리에(프랑스어: Riex)는 라보-오롱구에 위치한 스위스 보주의 이전 자치체이다.
퀴이, 에페스, 그랑보, 리에 및 빌레트(라보)의 지자체는 2011년 7월 1일 부르앙라보의 새로운 지자체로 병합되었다.

## 역사
리에는 1184년에 Ruez로 처음 언급되었다.

## 지리

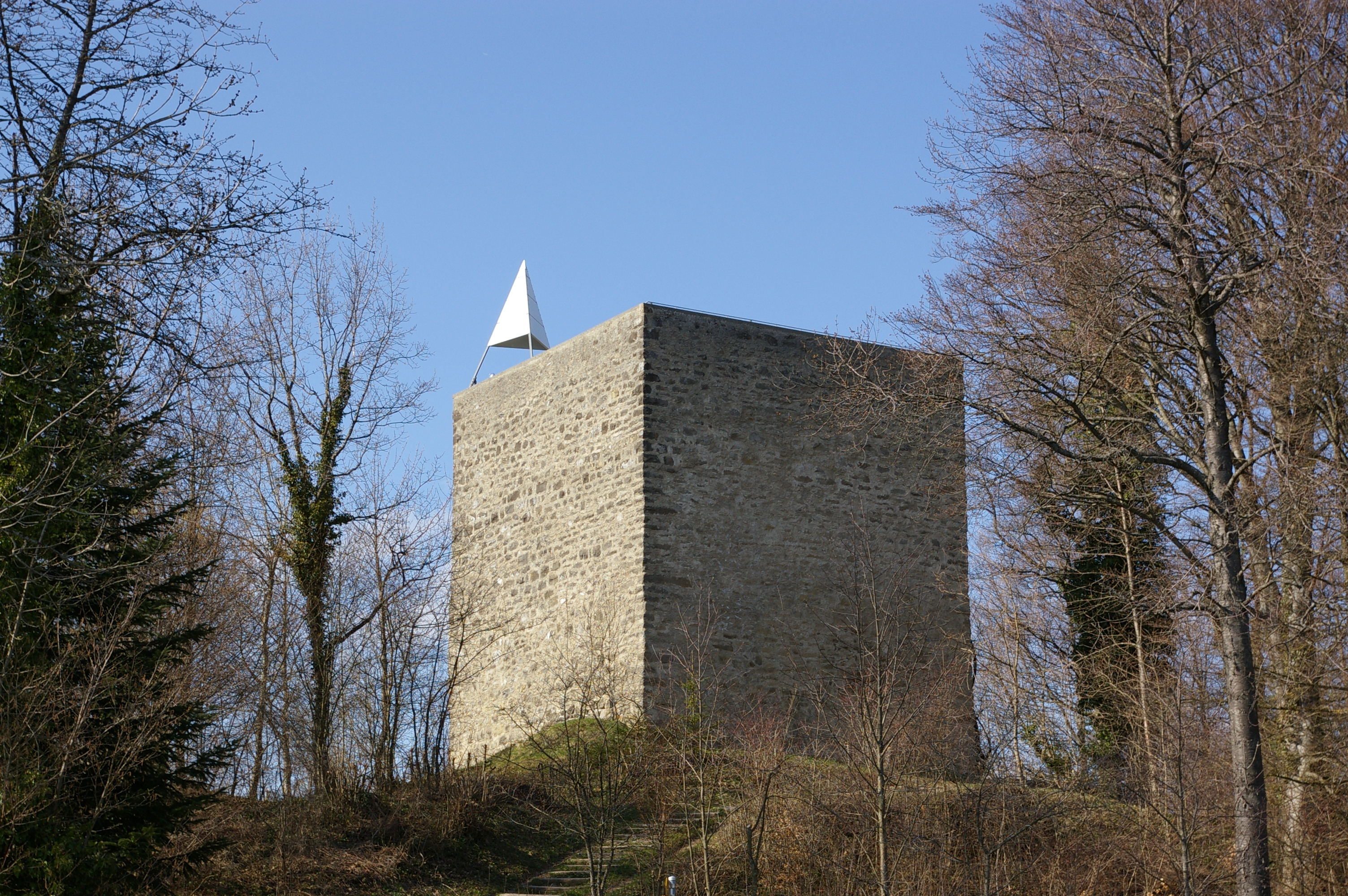
Tour de Gourze

리에의 면적은 2009년 기준으로 1.37k㎡이다. 이 지역 중 1.04k㎡(0.40sq mi) 또는 75.9%가 농업 목적으로 사용되는 반면 0.13k㎡(0.050sq mi) 또는 9.5%는 삼림으로 구성되어 있다. 나머지 토지 중 0.15k㎡ (10.9%)가 정착지(건물 또는 도로)이고 0.01k㎡ (2.5에이커) 또는 0.7%가 비생산적인 토지이다.
건축면적 중 주택과 건물이 5.1%, 교통기반시설이 5.8%를 차지했다. 산림지 중 전체 토지의 5.8%는 삼림이 무성하고 3.6%는 과수원이나 작은 나무 군락으로 덮여 있다. 농경지 중 6.6%는 농작물 재배에 사용되며 35.0%는 목초지이며 34.3%는 과수원이나 덩굴 작물에 사용된다.
시정촌은 2006년 8월 31일 해산될 때까지 라보구의 일부였으며, 리에는 새로운 라보-오롱구의 일부가 되었다.
시정촌은 라보 포도원에 있다. 그것은 리에와 Tower of Gourze의 haufendorf 마을(중앙 광장 주변에 지어진 불규칙하고 계획되지 않은 아주 빽빽한 마을)로 구성되어 있다.

### 기후
리에는 연간 평균 125.6일의 비 또는 눈이 내리며 평균 강수량은 1,255mm이다. 가장 습한 달은 리에가 평균 128mm의 비나 눈이 내리는 6월이다. 이달의 평균 강수일은 11.4일이다. 강수량이 가장 많은 달은 5월로 평균 12.3일이지만 비나 눈은 110mm에 불과하다. 일년 중 가장 건조한 달은 2월로 10.1일 동안 평균 강수량이 85mm이다.

## 인구통계

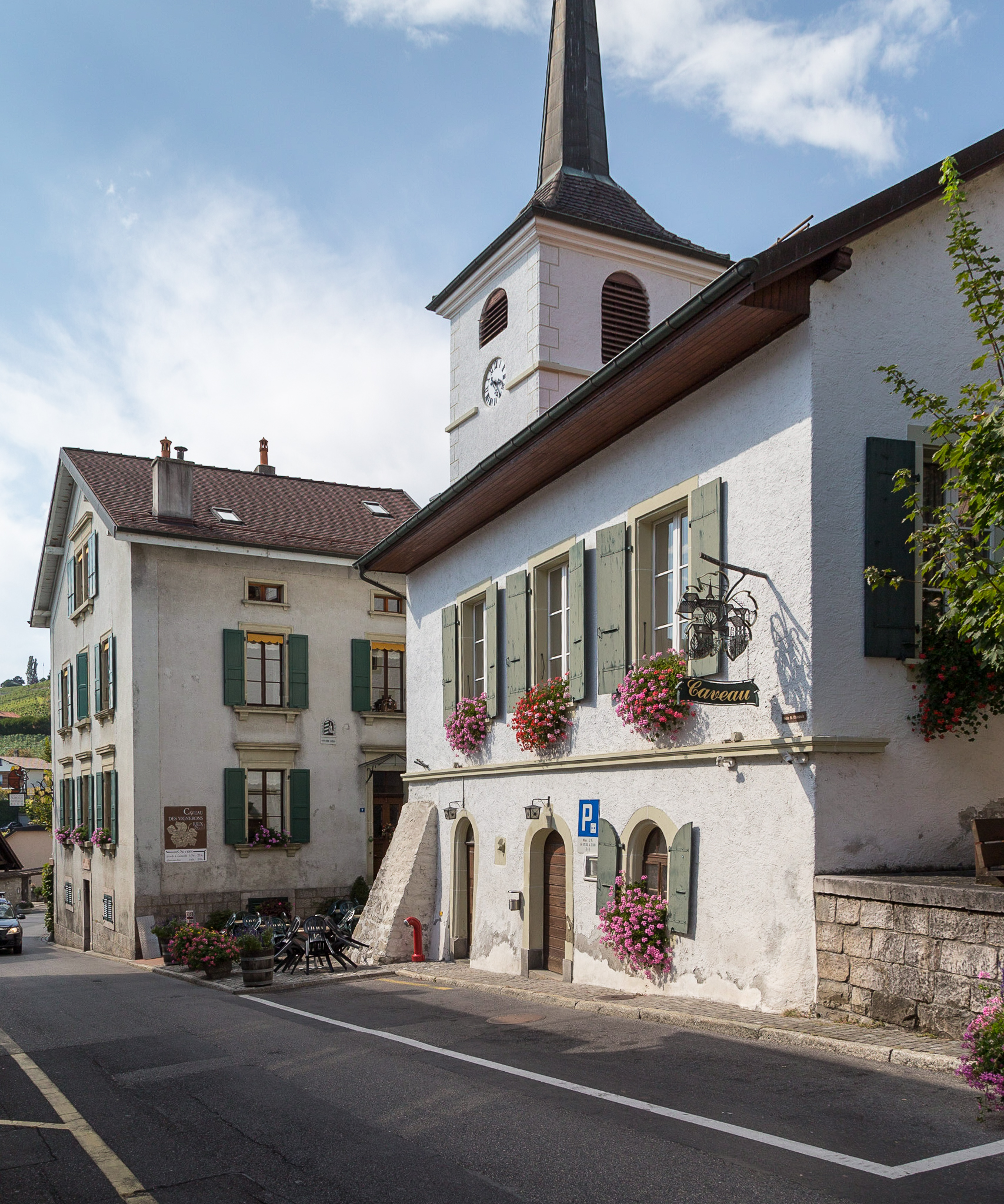
리에의 와인저장고와 성 테오둘 예배당

2009년 기준, 리에의 인구는 290명이다. 2008년 기준으로 인구의 14.9%가 거주하는 외국인이다. 1999년부터 2009년까지 지난 10년 동안 인구는 3.6%의 비율로 변화했다. 이주로 인해 -2.1%의 비율로, 출생과 사망으로 인해 5%의 비율로 변경되었다.
2000년 기준, 인구 대부분인 259명(86.3%)이 프랑스어를 사용하며, 독일어가 두 번째로 많이 사용(21명(7.0%)하고, 포르투갈어가 세 번째(7명(2.3%)이다. 이탈리아어를 하는 2명의 사람이 있다.
지자체의 인구 중 78명(26.0%)가 리에에서 태어나 2000년에 그곳에 살았다. 같은 주에서 태어난 111명(37.0%가 있었고, 50명(16.7%)가 스위스 다른 곳에서 태어났고, 51명(17.0%)는 스위스 밖에서 태어났다.
2008년에는 스위스 시민이 2명으로 출생했으며, 스위스 시민이 3명, 스위스 국적이 아닌 사람이 1명 사망했다. 이민과 이주를 무시하면 스위스 시민의 인구는 1 감소하고 외국인 인구는 1 감소한다. 스위스로 재이민 온 스위스 남자 1명과 스위스에서 이민 온 스위스 여자 11명이 있었다. 동시에 다른 나라에서 스위스로 이주한 2명의 비스위스 남성과 스위스에서 다른 나라로 이주한 2명의 비스위스계 여성이 있었다. 2008년 전체 스위스 인구 변화(시 경계를 넘는 이동을 포함한 모든 출처에서)는 9명이 증가했으며, 비스위스계 인구는 그대로 유지되었다. 이는 3.3%의 인구 증가율을 나타낸다.
2009년 기준 리에의 연령 분포는 다음과 같다. 31명 또는 인구의 10.7%는 0세에서 9세 사이이고 34명 또는 11.7%는 10세에서 19세 사이이다. 성인 인구 중 31명 또는 인구의 10.7%가 20세에서 29세 사이이다. 42명 또는 14.5%는 30~39세, 47명 또는 16.2%는 40~49세, 35명 또는 12.1%는 50~59세이다. 고령자 분포는 35명 또는 인구의 12.1%가 60세 사이이다. 그리고 69세는 28명(70~79세 9.7%, 80~89세 7명 2.4%)
2000년 기준으로 시정촌에 미혼이거나 독신인 사람은 103명이다. 기혼자가 160명, 미망인은 21명, 이혼한 사람이 16명이었다.
2000년 기준 거실당 평균 거주자 수는 0.54명으로 주 평균인 방당 0.61명보다 적은 수이다. 이 경우 방은 일반 침실, 식당, 거실, 주방 및 거주 가능한 지하실 및 다락방으로서 4㎡ 이상의 주택 단위의 공간으로 정의된다. 전체 가구의 약 53.1%가 자가 점유 또는 임대료를 지불하지 않았다. (모기지 또는 임대 계약이 있을 수 있음)
2000년 기준으로 시정촌에는 140가구의 개인가구가 있고, 가구당 평균 2.1명이 살고 있다. 1인 가구는 49가구, 5인 이상 가구는 6가구였다. 총 147가구 중 1인 가구가 33.3%를 차지했다. 나머지 가구 중 자녀가 없는 기혼 부부는 45가구, 자녀가 있는 기혼 부부는 37가구 자녀가 있는 편부모는 6가구였다. 혈연관계가 없는 사람들로 구성된 3가구와 일종의 기관이나 다른 공동주택으로 구성된 7가구였다.
2000년에는 총 98세대의 주거용 건물 중 52세대(전체의 53.1%)가 단독주택이었다. 다가구 23채(23.5%), 주거용으로 주로 사용되는 다목적 건물 20채(20.4%), 기타 주거용 건물(상업·산업용) 3채(3.1%) 등이었다. 단독주택 중 31채는 1919년 이전에 지어졌으며, 1채는 1990년에서 2000년 사이에 지어졌다. 가장 많은 다가구 주택(20채)은 1919년 이전에 지어졌으며, 그 다음으로 많은 주택(1채)은 1946년과 1960년 사이에 지어졌다.
2000년에는 시정촌에 151개의 아파트가 있었다. 가장 흔한 아파트 규모는 3실이 46실이었다. 11실이 11실, 5실 이상 아파트가 35실이었다. 이 중 상시 입주가 가능한 아파트는 128채(전체의 84.8%)였으며, 성수기 아파트는 21채(13.9%), 공실은 2채(1.3%)였다. 2009년 기준 신규주택 건설률은 인구 1,000명당 0세대였다. 2010년 시정촌 공실률은 0%였다.
역사적 인구는 다음 차트에 나와 있다.

### 종교
2000년 인구 조사에서 69 또는 23.0%가 로마 가톨릭 신자였으며, 170명(56.7%)가 스위스 개혁 교회에 속했다. 나머지 인구 중 정교회 교인은 3명 (인구의 약 1.00%)이었고, 다른 기독교 교인은 10명(인구의 약 3.33%)이었다. 45명(인구의 약 15.00%)은 교회에 속하지 않았고, 불가지론자 또는 무신론자였으며, 8명(인구의 약 2.67%)은 질문에 대답하지 않았다.

## 정치
2007년 연방 선거에서 가장 인기 있는 정당은 22.3%의 득표율을 기록한 FDP였다. 다음으로 가장 인기 있는 3개 정당은 SVP (21.35%), 녹색당 (17.67%), LPS (14.93%)였다. 연방 선거는 총 115표를 던졌고 투표율은 60.8%였다.

## 경제

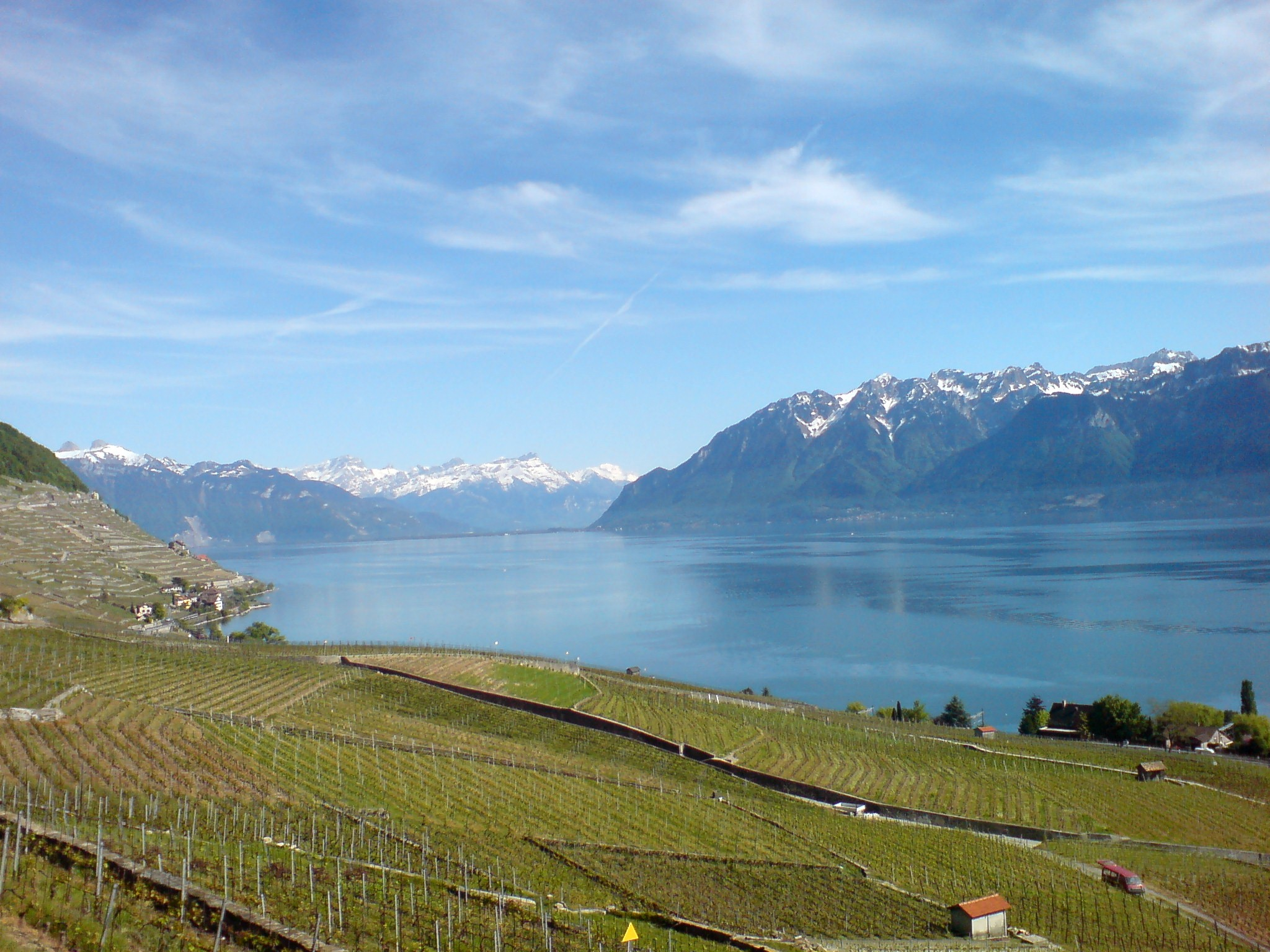
리에 근처의 라보 포도밭

2010년 기준으로 리에의 실업률은 1.7%이다. 2008년 현재 1차 경제 부문에 39명이 고용되어 있고, 이 부문에 약 12개 기업이 참여하고 있다. 6명이 2차 부문에 고용되었고, 이 부문에 5개의 기업이 있었다. 38명이 3차 부문에 고용되었으며, 이 부문에는 8개의 기업이 있다. 시정촌 주민은 154명으로 일정 정도 고용되었으며, 그중 여성이 전체 노동력의 40.3%를 차지하였다.
2008년에 정규직에 상응하는 총 일자리 수는 61개였다. 1차 부문의 일자리 수는 23개였으며, 모두 농업에 있었다. 2차 부문의 일자리 수는 5개로 그중 2개(40.0%)가 제조업, 3개(60.0%)가 건설업이었다. 3차 부문의 일자리 수는 33개였다. 3차 부문에서 3개(9.1%)는 자동차 판매 또는 수리, 6개(18.2%)는 호텔 또는 레스토랑, 3개(9.1%)는 기술 전문가 또는 과학자, 1%는 교육 분야에 있었다.
2000년에는 시정촌으로 통근하는 근로자가 40명, 출퇴근한 근로자가 106명이었다. 지자체는 근로자의 순수출 지자체로, 들어오는 1명당 약 2.7명의 근로자가 지자체를 떠나고 있다. 근로 인구의 8.4%가 대중교통을 이용하여 출퇴근하고, 65.6%가 자가용을 이용하였다.

## 국가중요문화재

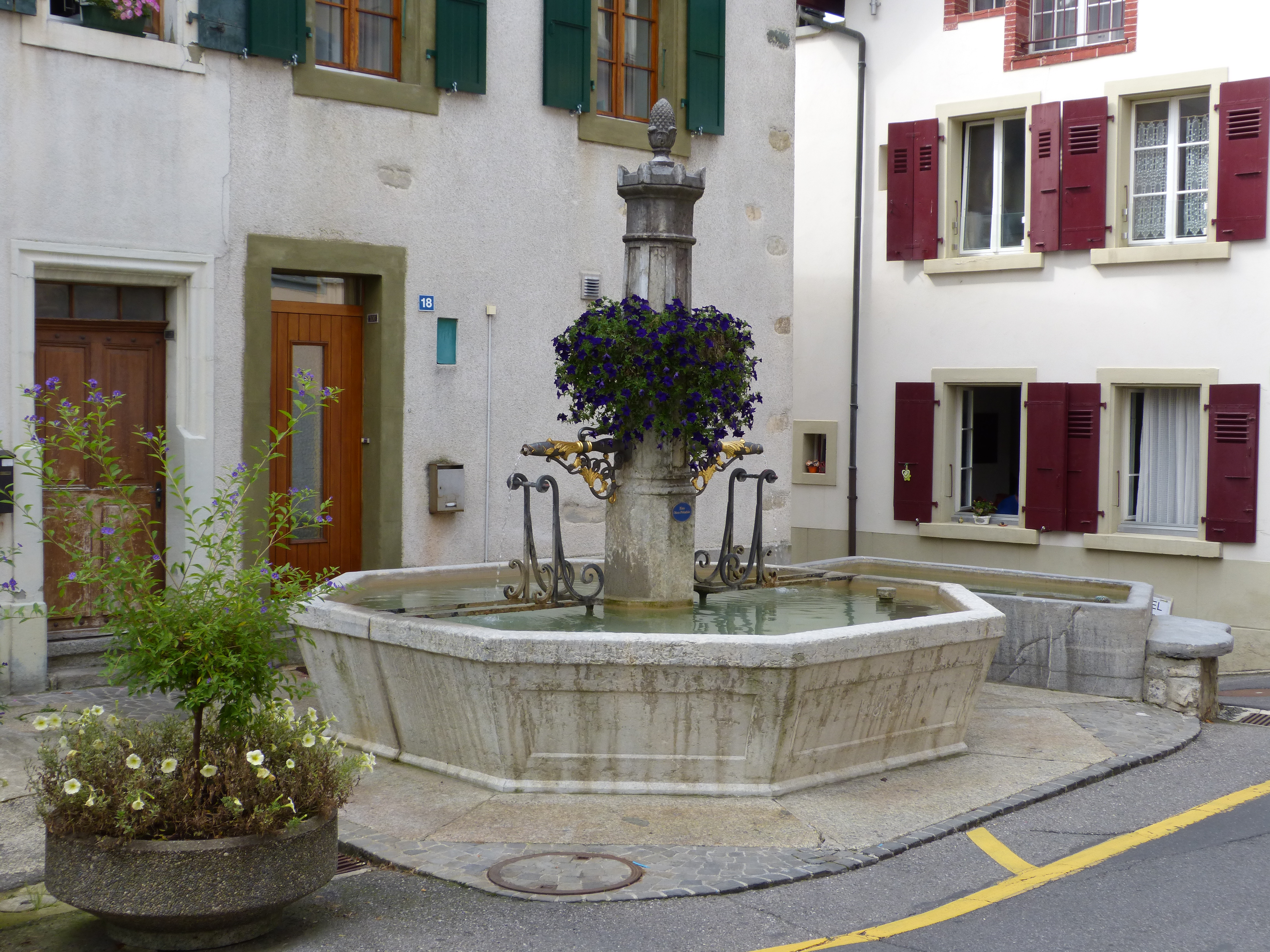
리에의 분수

이 지자체는 유네스코 세계 문화 유산의 일부를 포함한다. 리에의 전체 마을은 스위스 유산 목록의 일부이다.

## 교육
리에에서는 인구의 약 113명(37.7%)이 비필수 고등 중등 교육을 이수했으며, 58명(19.3%)이 추가 고등교육(대학 또는 응용학문대학)을 마쳤다. 고등교육을 이수한 58명 중 60.3%가 스위스 남성, 27.6%가 스위스 여성이었다.
2009/2010학년도에 리에 학군에는 총 32명의 학생이 있었다. 보주 주립학교 시스템에서는 정치 구역에서 2년간의 의무가 아닌 유아원을 제공한다. 학년도 동안 정치 지역은 총 665명의 어린이에게 유치원 보육을 제공했으며, 그중 232명의 어린이(34.9%)가 보조금을 받는 유치원 보육을 받았다. 주의 초등학교 프로그램은 학생들이 4년 동안 출석해야 한다. 시립 초등학교 프로그램에는 16명의 학생이 있었다. 의무 중등학교 프로그램은 6년 동안 지속되며 해당 학교의 학생은 16명이었다.
2000년 기준으로 리에에는 다른 시정촌에서 온 학생이 1명 있었고, 45명의 주민이 시외 학교에 다녔다.

## 교통
리에는 주요 도로에서 떨어져 있지만, 운송 측면에서 여전히 잘 발달되어 있다. 퀴이에서 샤브르까지 연결 도로는 리에를 통과한다. A9  고속도로(로잔-시옹)에 가장 가까운 고속도로 연결은 1974년에 개통되었으며, 이전 시가지 지역을 가로지르며 마을에서 약 4km 떨어진 샤브르이다. 리에는 퀴이에서 샤브르를 거쳐 퓌두-샤브르역까지 운행하는 포스트버스 스위스 코스로 대중 교통 네트워크에 연결된다.